# Lithacodia medioirrorata
Lithacodia medioirrorata là một loài bướm đêm trong họ Noctuidae.